# 白石めぐみ
白石 めぐみ（しらいし めぐみ、1981年6月7日 - ）は日本の作曲家、編曲家、ピアニストである。東京音楽大学音楽学部音楽学科器楽専攻（ピアノ科）卒業。
テレビドラマを中心に報道番組、映画、舞台など様々な分野の作品で音楽を担当している。

## 略歴
3歳からピアノ、エレクトーンを始め、幼少期より作曲を含む様々なコンクールに出場した経験を持つ。東京都立芸術高等学校音楽科を経て、2004年に東京音楽大学音楽学部音楽学科器楽専攻（ピアノ科）を卒業。
2008年より作曲家・編曲家として活動を開始し、テレビドラマを中心に報道番組、映画、舞台、編曲・楽曲提供など様々な分野の作品で音楽を担当し活動している。

## 作品

### テレビドラマ
- かるた小町（2008年2月11日、フジテレビ）
- 乙女のパンチ（2008年6月 - 7月、NHK総合）
- Room Of King（2008年10月 - 11月、フジテレビ）
- メン☆ドル 〜イケメンアイドル〜（2008年10月 - 12月、テレビ東京）
- チャンス!〜彼女が成功した理由〜（2009年3月7日・3月14日、フジテレビ）
- ママはニューハーフ（2009年4月 - 6月、テレビ東京）
- アニメ「サザエさん」40周年記念SPドラマ『サザエさん』（2009年11月15日、フジテレビ）
- 連続ドラマ小説 木下部長とボク（2010年1月 - 4月、読売テレビ）
- 初恋クロニクル（2010年3月13日、BSフジ）
- 日本人の知らない日本語（2010年7月 - 9月、読売テレビ）
- URAKARA（2011年1月 - 4月、テレビ東京）
- 黄昏流星群 〜C-46星雲〜（2011年2月20日、関西テレビ）
- 四つ葉神社ウラ稼業 失恋保険〜告らせ屋〜（2011年4月 - 6月、日本テレビ）
- IS（アイエス）〜男でも女でもない性〜（2011年7月 - 9月、テレビ東京）
- レッスンズ（2011年11月27日、関西テレビ）
- 恋なんて贅沢が私に落ちてくるのだろうか?（2012年3月 - 5月、フジテレビワンツーネクスト）
- スープカレー（2012年4月 - 6月、HBC）
- 主に泣いてます（2012年7月 - 9月、フジテレビ）
- 終電バイバイ（2013年1月 - 3月、TBS）
- 二丁目のホームズ（2013年3月 - 4月、フジテレビTWO）
- 間違われちゃった男（2013年4月 - 6月、フジテレビ）
- はじまりの歌（2013年9月23日、NHK総合）
- 神様のベレー帽 〜手塚治虫のブラック・ジャック創作秘話〜（2013年9月24日、関西テレビ）
- 恋愛は必然である〜ドラマで分かる! 新感覚恋愛法則〜（2014年1月20日 - 3月10日、全16話、BeeTV）
- ディア・シスター（2014年10月 - 12月、フジテレビ）
- ヤッさん〜築地発！おいしい事件簿〜（2016年7月 - 8月、テレビ東京）
- ノンママ白書（2016年8月 - 9月、東海テレビ）
- ツバキ文具店〜鎌倉代書屋物語〜（2017年4月 - 6月、NHK総合）
- ファイブ（2017年7月 - 8月、FOD.フジテレビ）
- 遠藤憲一と宮藤官九郎の勉強させていただきます（2018年11月12日 - 12月24日、WOWOW）
- カンテレ開局60周年特別ドラマ 「僕が笑うと」（2019年3月26日、関西テレビ）
- 2019 ABUアジア子どもドラマシリーズ「まいご。」（2019年7月23日、NHK Eテレ）
- いとしのニーナ（2020年5月18日 FOD、2020年7月18日 - 9月5日、フジテレビ）
- 弁護士 六角心平 京都殺人事件簿（2025年3月29日、BS日テレ）

### テレビアニメ
- サザエさん放送45周年記念 サザエさんアニメ&ドラマで2時間半SP 「羽衣伝説 カツオ天女に会う」（2013年12月1日、フジテレビ）
- 終わりのセラフ（2015年）※澤野弘之、和田貴史、橘麻美と共同

### 報道番組
- FNNスーパー選挙2009 審判の日（2009年8月30日、フジテレビ）
- BSフジLIVE プライムニュース（2009年4月 - 、BSフジ）
- ニュース610 京いちにち（2019年4月 -、NHK京都放送局）

### バラエティ番組
- 近未来×予測テレビ ジキル&ハイド（2008年1月 - 2009年2月、朝日放送） - 音響効果

### 映画
- ヒーローショー（2010年） - ピアノ演奏
- POV〜呪われたフィルム〜（2013年）
- 短編映画「サイレン」（2017年）
- オズランド 笑顔の魔法おしえます。（2018年）
- ショコラの魔法（2021年初夏）
- SKIPシティ国際Dシネマ映画祭2022 短編映画コバトンTHEムービー「星屑家族」（2022年7月22日）
- 千葉ロッテマリーンズドキュメンタリー映画『MARINES DOCUMENTARY 2023 今日をチャンスに変える。』（2023年）

### 舞台
- マティーニ! 〜ただ今、撮影5時間押し〜（2013年）

### ラジオ
- NHK-FMシアター「100円の新世界」（2017年）

### その他
- チームしゃちほこライブ「幕張HOLLYWOOD（マクハリウッッド）」 オープニングテーマ・エンディングテーマ（2015年）
- 音卓の騎士「Theme～Organized Noise」（2016年）
- NIKE 鹿島アントラーズ 2021公式新ユニフォーム "2021 Kashima Antlers Official Game Kits"〜Soul&Innovation〜（2021年）
- 長編ドキュメンタリーシリーズ作品「FOOTBALL DREAM　鹿島アントラーズの栄光と苦悩」（2022年2月10日 - 3月31日、U-NEXT）

### 編曲
- Ricarope「花びら」（2011年）
- Ricarope「Run」（2013年）
- チームしゃちほこ「いけいけハリウッド」（2015年） - オーケストラアレンジ
- スクウェア・エニックス 「Last SQ」（2015年）
  - 世界変革の時〜クロノ・トリガー『クロノ・トリガー』
  - 戦闘2『聖剣伝説 -ファイナルファンタジー外伝-』
  - 届かぬ翼『ライブ・ア・ライブ』
  - カオスの神殿〜妖星乱舞〜オープニングテーマ『ファイナルファンタジー』『ファイナルファンタジーVI』

### CM
- 再春館製薬（長白仙参編）（2015年）
- ユニバーサル・スタジオ・ジャパン「デスノート・ザ・エスケープ」（2016年）
- やよい軒「好きな鍋を、ひとりじめ。」（2017年）
- インフルエンス・データ『FISM』「熱い男」シリーズ（2022年）
- インフルエンス・データ『FISM』「熱い男 リテール」篇（2023年）

### ゲーム
- ヴァルハイトライジング（2016年、バンダイナムコオンライン） - 劇中曲